# Фотографія 51
Фото 51 — рентгенограма волокон натрієвої солі тимусної ДНК в B-формі, отримана Розалінд Франклін (англ. Rosalind Elsie Franklin) в 1952.    Ця рентгенограма стала головним поштовхом до відкриття двоспіральності ДНК Франклін  і побудові моделі структури ДНК Уотсоном та Кріком .

## Історія

Фотографія 51 - рентгенограма волокон натрієвої солі тимусної ДНК в B-формі.

Розалінд Франклін розпочала працювати з розшифруванням структури ДНК у лабораторії Джона Рендалла (англ. Sir John Randall) в Королівському коледжі Лондона 5 січня 1951 року. У цій же лабораторії група Моріса Вілкінса вже зробила перші кроки з рентгеноструктурного аналізу ДНК. Насамперед Франклін вдалося виявити, що в залежності від вологості в камері, в якій витягувалися волокна ДНК, можна отримувати дві різні структури ДНК: A-форму і B-форму. Розалінд Франклін отримала фотографію 51 у травні 1952 року після 100 годинної експозиції волокон B-форми ДНК на рентгенівському дифрактометрі. Хрестоподібне розташування дифракційних плям прямо вказувало на структуру у вигляді спіралі. Подальший аналіз даних дозволив Франклін зробити висновок, що спіраль ДНК складається з двох ниток, в якій фосфатні групи розташовуються зовні, а основи - в середині спіралі. Вона також визначила крок спіралі (0,34 нм) і її періодичність (10 пар основ на виток). Франклін знайшла пояснення факту відсутності дифракційних плям на четвертій лінії і ослаблення інтенсивності плям на шостій лінії в тому, що нитки спіралі не дзеркально симетричні відносно осі спіралі. За її оцінками, одна нитка зрушена щодо іншої нитки по вертикалі приблизно на три восьмих витки спіралі.
У січні 1953 року Джеймс Вотсон, стурбований препринтом Лайнуса Полінга про гіпотетичну трьохспіральну структуру ДНК, в якій фосфатні групи розташовуються всередині, а основи ззовні спіралі,  у черговий раз відвідав лабораторію Рендалл. Після обговорення хибності моделі ДНК Полінга, Моріс Уілкінс показав фотографію 51 Франклін без її відома Уотсону.

Рентгенограма волокон ДНК кишкової палички, отримана Вілкінсом.

|  | «Як тільки я побачив рентгенограму, у мене відкрився рот і шалено забилося серце. Розподіл рефлексів був незмірно простішим, ніж усі, отримані раніше для А-форми. » |

Отримавши ключові дані з рук Моріса Вілкінса, Вотсон і Крік швидко завершили побудову моделі ДНК. Спроби Уілкінса отримати якісну рентгенограму B-форми ДНК не увінчалися успіхом (див. мал. праворуч). 25 квітня 1953 в Nature були опубліковані три статті: модель Уотсона і Крика,  дані групи Вілкінса,  і дані Франклін і її помічника Р. Гослінга . 30 травня Вотсон і Крік опублікували статтю про роль структури ДНК в реплікації генетичної інформації, а 30 липня вийшла стаття Франклін і Гослінга з доказами двохспіральності ДНК.  Ці роботи заклали основи молекулярної біології та визнані одними з основних досягнень науки XX століття.